# 歐內斯特·瓊斯
阿尔弗雷德·欧内斯特·琼斯 FRCP MRCS（Alfred Ernest Jones 1879年1月1日—1958年2月11日） 是一名威尔士精神病学家、精神分析学家，他在1908年结识弗洛伊德，二人成为了很好的朋友，最后也是他为弗洛伊德写下了传记。他是第一位英语世界的精神分析学家，也是他将这门学问推广到了英语世界。1920年代和30年代，他曾是国际精神分析协会和英国精神分析学会（British Psycho-Analytical Society）主席，对这些组织的形成有不可忽视的影响。